# David Jiménez Herrera
David Jiménez Herrera (Monachil, 9 gennaio 1995) è un velocista spagnolo.

## Biografia
È originario di Monachil, paese di montagna noto per ospitare la stazione sciistica della Sierra Nevada. Gareggia a livello di club per l'Atletismo Numantino ed è allenato da Manuel Jimenez Cañadas.
Ha rappresentato la Spagna ai Giochi del Mediterraneo di Tarragona 2018, vincendo la medaglia d'argento nella staffetta 4×400 metri, assieme ai connazionali Lucas Búa, Mark Ujakpor e Darwin Echeverry.

## Palmarès
| Anno | Manifestazione          | Sede       | Evento  | Risultato | Prestazione | Note |
| ---- | ----------------------- | ---------- | ------- | --------- | ----------- | ---- |
| 2012 | Mondiali U20            | Barcellona | 4×400 m | Batteria  | 3'14"85     |      |
| 2018 | Giochi del Mediterraneo | Tarragona  | 4×400 m | Argento   | 3'04"71     |      |

## Altre competizioni internazionali
2016
- Argento in Coppa dei Campioni per club - gruppo A ( Mersin), 4×400 m - 3'09"65

2018
- 3º in F3 in Coppa dei Campioni per club - gruppo A ( Birmingham), 100 m piani - 10"97